# Michael Knoll

Michael Knoll um 1850

Michael Knoll (* 6. Mai 1805 in Geislingen an der Steige; † 29. Juni 1852 in Stuttgart) war ein deutscher Feldmesser. Als Straßenbauinspektor und Oberbaurat im Königreich Württemberg plante er die  Geislinger Steige.

## Leben
Knolls Eltern waren Johann und Judith Knoll geb. Straub. Seinen Vornamen erhielt er nach seinem Großvater, dem Bürgermeister von Oberböhringen. Seine Familie stammte aus dem Drechslergewerbe, sie betätigte sich aber schon länger nebenher als Geodäsie. Als Michael Knoll in seiner Jugend gelegentlich als Messgehilfe herangezogen wurde, machte er Bekanntschaft mit dem bekannten Straßenbaumeister Gottlieb Christian Eberhard von Etzel. Etzel nahm Michael 1823 mit nach Stuttgart in seine Berufsfachschule. Nach seinem Studium wurde Knoll wegen seiner Tüchtigkeit 1830 zum Straßenbauinspektor für den Bezirk Stuttgart ernannt. In diese Zeit fällt auch seine Heirat mit Wilhelmine Würger, Tochter eines Metzgermeisters.
In den folgenden Jahren war seine Tätigkeit durch die Planung und den Bau von Straßenverbesserungen und Brücken geprägt.  1845 wurde er zum Baurat für den Donaukreis ernannt. Doch schon zwei Monate später wurde er als zweiter technischer Referent nach Stuttgart zurückgerufen und erhielt bereits mit 36 Jahren die Oberaufsicht über alle Staatsstraßen des Landes. 1844 erhielt er den Titel Oberbaurat und sein Wirkungsbereich vergrößerte sich. Als die Regierung den Bahnbau aufnahm, wurde Knoll zum Referenten bestellt. 1846 wurde er mit der Leitung über den Bau des Streckenabschnitts Plochingen–Ulm der Filstalbahn und somit auch über die Geislinger Steige betraut. Genau zwei Jahre nach der Übergabe der Geislinger Steige starb er nach mehreren Schlaganfällen mit 47 Jahren.
Nach Michael Knoll wurde an der Geislinger Steige die später durch einen Selbstblock ersetzte Blockstelle Knoll benannt. Gegenüber der Blockstelle wurde zu seinen Ehren ein kleiner Springbrunnen mit seiner Büste als Denkmal errichtet (Lage).